# Холиленд
Холиленд — название жилого комплекса на юге Иерусалима, на вершине холма, возносящейся над кварталом Малха, на высоте примерно 800 м над уровнем моря. Комплекс соседствует с районами Байт ва-Ган и Рамат-Шарет на западе и с шоссе М. Бегина и «Долиной оленей» (Эмэк Ацваим) на востоке.

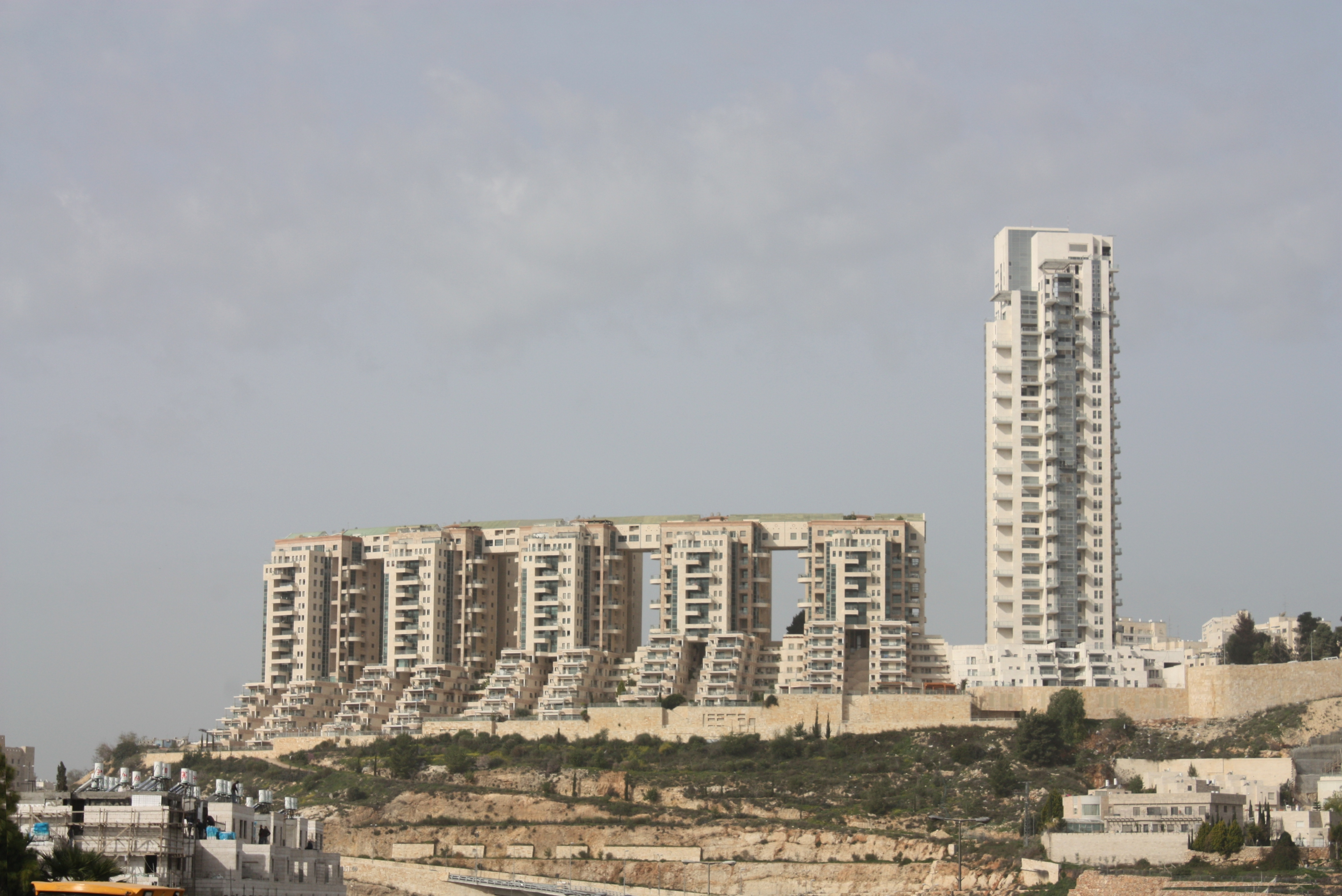
Комплекс Холиленд, февраль 2010

Название комплекс унаследовал от гостиницы, ранее стоявшей на этом месте. Комплекс слишком явно выделяется над холмом, что противоречит принятым в Иерусалиме нормам строительства высотных зданий.

## История
В археологических раскопках, проведенных в 1995 и 2002 Управлением древностей, на этой территории были обнаружены десятки шахтовых гробниц периода Средней бронзы, а также несколько погребальных пещер более позднего периода. На месте также были проведены раскопки «Атра кадиша» (религиозная организация, занимающаяся святыми местами), чтобы избежать постройки на еврейских захоронениях.
До 1948 года этот холм назывался Рас Эль Кариани и его территория принадлежала деревне Эль-Малха.
В шестидесятых годах XX века на этом месте была построена гостиница Холиленд (или «Эрец Ацви»), по личной инициативе Ганса Кроха. Архитектором стал Золтан Шимшон Хермат. Гостиница прославилась прежде всего представленным в ней макетом Иерусалима конца периода Второго храма, который был собран профессором Михаэлем Ави Йоной на деньги Кроха, в память об его сыне. Комплекс гостиницы включал в себя бассейн, дорожку для мини-гольфа — единственную на тот момент в Иерусалиме, синагогу и ещё несколько построек, среди которых собственный дом семьи Крох — странное квадратное строение, как бы висящее в воздухе над склоном, опирающееся на высокие бетонные столбы. Вокруг гостиницы росли высокие сосны, а за ними начиналась открытая территория, спускавшаяся к Долине оленей, бывшая местом свободной жизни животных и растений. Эта территория была излюбленным местом прогулок на природе для жителей района Катамоним и местом проведения мероприятий для различных молодёжных организаций.
В середине восьмидесятых годов XX века возле гостиницы стали строить частные дома, получившие позже неофициальное название «Морадот Байт-Ваган». В девяностые часть холма была срыта, чтобы освободить место для постройки шоссе М. Бегина, которое проходит у его подножия.

## Холиленд Парк
В начале 2000-х все здания гостиницы были снесены, за исключением дома семьи Крох, ставшего гостиницей «Эрэц цви». Макет Иерусалима был перенесен в Музей Израиля, а сосны вырублены. На этой территории был построен район высотных жилых зданий, продававшихся под маркой «Холиленд Парк». К 2010 году официального имени район всё ещё не получил.
Район состоит из просторного овального парка, окруженного высотными жилыми домами (12-18 этажей), в основании которых построены коттеджи, спускающиеся ступенями по склону холма. Кроме этого, была построена отдельная башня («Холиленд Тауэр»), высотой в 32 этажа. К району проведена отдельная трасса и мост, соединяющий его с шоссе Бегина.
Под проектом стоит подпись архитектора, лауреата Премии Израиля, Рама Карми, однако по его утверждениям, в проект были внесены значительные изменения после его ухода, о результате которых он высказался так:

Я считаю, что этот проект мерзок, ужасен, а те, кто воплотили его — убили мою идею и здания, которые я спланировал.

Жилые здания планировала архитекторская контора Розио-Тишби, а башни спроектированы Моше Цуром. Строители проекта так рекламировали его:

Этот проект объединил в себе свежесть архитектурной новизны и современные строительные стандарты… Холиленд Парк притягивает к себе тех, кто умеет оценить культуру жилья на высшем уровне"— (из рекламных объявлений организаторов проекта)
Район населяют представители среднего и обеспеченного классов, нерелигиозного и религиозно-национального лагеря, уроженцы Израиля и репатрианты, в основном из Франции.

### Критика
Строительство района вызвало протест многих горожан и специалистов, увидевших в нём ущерб окружающей среде и внешнему виду города. Вот основные претензии к проекту:
- О начале строительства было решено наскоро, несмотря на множество заявленных протестов, в частности, от Компании по защите окружающей среды, которые практически не были рассмотрены.
- Строительство района привело к разрушению открытой природной зоны в городе и к уменьшению пространства обитания животных и произрастания растений, среди которых были и древние деревья.
- В основном противники проекта жалуются, что этот район состоит из высотных зданий, при том, что и так стоит на одной из самых высоких точек в южной части города. За это район получил прозвище «монстра на горе».

Журналистка Эстер Зандберг назвала район «клеймом позора на лбу города». Архитектор Цви Эльхаяни, преподающий в Технионе, считает его примером произвола в «сегодняшней» израильской архитектуре.

## Уголовные преступления при строительстве
Проект Холиленд уже на первых этапах вызвал сопротивление со стороны жителей города и организаций по защите природы. Несмотря на все протесты, проект был очень быстро утвержден тогдашними мэром Иерусалима Эхудом Ольмертом и главой местного совета по планированию и строительству Ури Луполянски.
Столь быстрое разрешение проекта, а также быстрое продвижение строительства и чрезмерные поблажки, которые получили организаторы проекта, подняли уже в девяностых множество вопросов, которые оставались без ответа.
31 марта 2014 года суд Тель-Авива вынес обвинительный приговор по делу о коррупции при строительстве «Холиленд». Следствие установило, что в 1994—2007 гг. чиновники мэрии Иерусалима, которую в 1993—2003 гг., возглавлял Ольмерт, получили от компании-застройщика несколько миллионов шекелей за продвижение проекта и внесение в него многочисленных изменений. По делу были осуждены также строительный подрядчик Гилель Черни, один из основателей компании Holyland Park Авигдор Кельнер, глава совета директоров банка «Апоалим» Дани Данкнер и ряд других лиц. В дальнейшем Верховный суд частично оправдал Ольмерта и снизил наказание некоторым осуждённым.